# 京都市立吉祥院小学校
京都市立吉祥院小学校（きょうとしりつきっしょういんしょうがっこう）は、京都市南区にある公立小学校。

## 沿革
- 1872年（明治5年）10月17日 - 紀伊郡第4番区上鳥羽の分校として開校
- 1931年（昭和6年）4月1日 - 吉祥院村の京都市下京区への編入に伴い、京都市吉祥院尋常高等小学校と改称
- 1941年（昭和16年）4月1日 - 京都市吉祥院国民学校と改称
- 1947年（昭和22年）4月1日 - 京都市立吉祥院小学校と改称
- 1976年（昭和51年）4月1日 - 北分校が京都市立祥豊小学校として独立開校
- 1982年（昭和57年）4月1日 - 南分校が京都市立祥栄小学校として独立開校

## 出身者
- 藤田慶和（ラグビー選手、2006年卒業） - ラグビーワールドカップ2015日本代表

## 部活動
課内クラブ
- 文化系
  - デザインアート
  - ミュージック
  - 国際クラブ
  - 科学クラブ

- 体育系
  - アスリート
  - ソフトボール&テニス
  - フットボール

課外クラブ
- 文化系
  - 音楽クラブ

- 体育系
  - サッカー
  - バスケットボール
  - バレーボール
  - 陸上
  - 朝練習

## 通学区域が隣接している学校
- 京都市立祥豊小学校
- 京都市立祥栄小学校
- 京都市立上鳥羽小学校
- 京都市立唐橋小学校